# Anni 1280
Gli anni 1280 sono il decennio che comprende gli anni dal 1280 al 1289 inclusi.